# Katona Máté (labdarúgó, 1997)
Katona Máté (Sopron, 1997. június 22. –) magyar labdarúgó, a Soroksár SC játékosa.

## Pályafutása
Sopronban nevelkedett, majd 2011-ben került az MTK-hoz, ahol végigjárta a korosztályos csapatokat. 
2015. július 1-én csatlakozott a MTK második csapatához. 39 mérközésen négyszer talált be az ellenfelek hálójába.
2016. július 17-én debütált az első csapatban is, azonban többnyire a második csapatnál kapott játéklehetőséget.
2016. december 3-án az Újpest FC csapata ellen debütált az NBI-ben.
2017. január 29-én új szerződést írt alá az MTK Budapest első csapatával. Az ezt követő években alapember lett a fővárosi kék-fehéreknél, a 2019-2020-as szezonban 32 tétmérkőzésen lépett pályára, a bajnokságban és a Magyar Kupában is többször eredményes volt és gólpasszokkal segítette csapattársait. 2020 nyarán egy évvel meghosszabbította szerződését a klubbal. 2020 szeptemberében keresztszalag-szakadást szenvedett, ezt követően pedig műtét várt rá. A jelenlegi szezonban a Honvéd elleni 3-1-re megnyert bajnokin gólt is szerzett. A korosztályos válogatott Katona Máté a középpálya több pontján is bevethető, és kiemelkedő a munkabírása. A 2020 májusi, Honvéd elleni Magyar Kupa-mérkőzésen közel 16 kilométert futott, a találkozón övé volt a legtöbb sprint (183), és a legnagyobb sebességű sprint is 34,5 kilométerrel.2017 és 2020 között 80 tétmérkőzésen szerepelt a csapatban, 2021 januárjában a Ferencvároshoz igazolt.
2022 júliusában a Kecskeméti TE csapatához került kölcsönszerződéssel a szezon végéig, az ezüstérmes csapatban 17 bajnokin lépett pályára.
2023. július 5-én bejelentették, hogy a aláírt Soroksár SC-hez.

## Statisztika

### Klubcsapatokban
2023. május 21-én frissítve.
| Klub                   | Szezon   | Bajnokság     | Bajnokság | Magyar Kupa   | Magyar Kupa | Nemzetközi kupa | Nemzetközi kupa | Összesen      | Összesen |
| Klub                   | Szezon   | Pályára lépés | Gól       | Pályára lépés | Gól         | Pályára lépés   | Gól             | Pályára lépés | Gól      |
| ---------------------- | -------- | ------------- | --------- | ------------- | ----------- | --------------- | --------------- | ------------- | -------- |
| MTK Budapest II        |          |               |           |               |             |                 |                 |               |          |
| 2015–16                | 27       | 2             | –         | –             | –           | –               | 27              | 2             |          |
| 2016–17                | 14       | 2             | –         | –             | –           | –               | 14              | 2             |          |
| 2017–18                | 3        | 0             | –         | –             | –           | –               | 3               | 0             |          |
| Összesen               | 44       | 4             | 0         | 0             | 0           | 0               | 44              | 4             |          |
| MTK Budapest           |          |               |           |               |             |                 |                 |               |          |
| 2016–17                | 22       | 0             | 3         | 0             | –           | –               | 25              | 0             |          |
| 2017–18                | 26       | 1             | 5         | 1             | –           | –               | 31              | 2             |          |
| 2018–19                | 25       | 1             | 2         | 0             | –           | –               | 27              | 1             |          |
| 2019–20                | 25       | 2             | 9         | 1             | –           | –               | 34              | 3             |          |
| 2020-21                | 4        | 1             | 0         | 0             | –           | –               | 4               | 1             |          |
| Összesen               | 102      | 5             | 19        | 2             | 0           | 0               | 121             | 7             |          |
| Ferencvárosi TC        | 2020-21  | 0             | 0         | 0             | 0           | 0               | 0               | 0             | 0        |
| Ferencvárosi TC        | Összesen | 0             | 0         | 0             | 0           | 0               | 0               | 0             | 0        |
| Soroksár (kölcsönben)  | 2021–22  | 20            | 2         | 0             | 0           | –               | –               | 20            | 2        |
| Soroksár (kölcsönben)  | Összesen | 20            | 2         | 0             | 0           | 0               | 0               | 20            | 2        |
| Kecskemét (kölcsönben) | 2022–23  | 17            | 0         | 1             | 0           | –               | –               | 18            | 0        |
| Kecskemét (kölcsönben) | Összesen | 17            | 0         | 1             | 0           | 0               | 0               | 18            | 0        |
| Karrier összesen       | Összesen | 183           | 11        | 20            | 2           | 0               | 0               | 203           | 13       |

## Sikerei, díjai
Ferencvárosi TC
- Magyar bajnok: 2020–2021

 Kecskemét
- Magyar labdarúgó-bajnokság ezüstérmes: 2022–23[13]